# Irène (senau)
Pour les articles homonymes, voir Irène.
 (juillet 2008).
L’Irène est un senau spécialement construit par les Frères moraves au XVIIIe siècle, afin de contribuer au peuplement des colonies anglaises d'Amérique. Armé de deux canons, en 1748, ce navire fera 14 voyages transatlantiques avant d'être capturé par un corsaire en 1757 et de faire naufrage.

## Construction du navire
Les conditions de transport sur les navires ordinaires étant dramatiques, le comte Nikolaus Ludwig von Zinzendorf, réformateur de l'Église des Frères Moraves, décida que cette église devait posséder un bateau en propre pour l'immigration de ses adeptes vers l'Amérique. Après consultation de Spangenberg, (bras droit de Zinzendorf et responsable des colonies moraves d'Amérique), et du capitaine Garrison, on décide de construire un senau, plus grand que les navires précédemment possédés par l'Église. Lors de son enregistrement à la douane de New York, l’Irène est décrite comme  « plantation built, eighty tons burthen, mounted with two guns and navigated by nine men. » (construit dans les colonies, jaugeant quatre-vingts tons, montée de deux canons et d'un équipage de neuf hommes).
La construction eut lieu à New York, selon les conseils de Nicolas Garrison, capitaine et fidèle de l'Église, récemment revenu de captivité à San Sebastian en Espagne. Contrat fut passé avec John van Deventer, constructeur de navires renommé de Staten Island, pour la coque, les mâts et le gréement. Voiles, câbles et ancres seraient importés de Londres, où ils étaient moins chers que dans les colonies.
Pour des raisons légales, le navire est enregistré au nom d'une personne nommée Henri Antes, car il n'était pas possible de l'enregistrer au nom d'une institution (comme l'Église morave) ou d'un étranger (comme Zinzendorf).
Le navire est baptisé le mardi 29 mai 1748 à onze heures, devant mille spectateurs. Le lancement est un succès. Un repas est offert aux ouvriers, et une nouvelle robe est offerte par l'église morave à Lysbeth van Deventer, épouse du constructeur, pour contribuer à l'élégance de la fête.
L’Irène peut maintenant aller à Amsterdam chercher des immigrants moraves. Pour ne pas y aller à vide, une annonce est passée dans la New York Gazette du 24 juin : elle signale que le navire est disponible pour du fret et des passagers, et invite à contacter Nicolas Garrison dans la maison de Jarvis Brinckerhoff. L’Irène se voit confier du café, du riz et du sucre, ainsi que quelques passagers (non moraves).
Le 31 août, une love feast (cérémonie religieuse et festive) d'au revoir a lieu en présence d'un évêque. 
Le 8 septembre, c'est le premier grand départ.

## Un bon navire
L’Irène est un excellent navire, qui reste en service neuf ans (avant d'être pris par un corsaire français et de faire naufrage), traverse vingt-quatre fois l'Atlantique et fait même un voyage missionnaire au Groenland, le tout sans incident irréparable jusqu'à sa capture lors de son dernier voyage. Elle est particulièrement rapide. Il lui est arrivé de traverser l'Atlantique en moins d'un mois.
En Amérique, elle a coutume de débarquer à New York, bien que les colonies moraves, en particulier Bethlehem (Pennsylvanie), soient plus proches de Philadelphie. Ce choix est dicté par le fait que le capitaine Garrison a son réseau de relations sur New York, ce qui lui rend plus facile la recherche de fret et de passagers pour le trajet Amérique-Europe (dans l'autre sens, le navire est destiné à la migration des fidèles de l'église morave).
Elle fera plusieurs voyages, Nicolas Garrison étant, sauf exception, capitaine. Quand elle est dans un port anglais, ses intérêts sont pris en main par Claudius Nisbet, de la congrégation de Londres, un riche marchand. Quand elle est attendue à New York, plusieurs frères célibataires quittent la colonie morave de Bethlehem pour aider au déchargement et convoyer les nouveaux arrivants.
Les bateaux heureux n'ayant pas d'histoire, on ne relatera pas tous les voyages. On notera seulement les événements suivants :
- premier et second voyages (1748-1749) : on note la présence à bord de trois indigènes du Groenland, John, Matthew et Judith,  convertis lors d'une précédente mission, qui ont quitté leur pays deux ans plus tôt sur un autre bateau de l'église Morave, et que l'on a fait voyager en Europe ; maintenant, on organise leur retour ; un 9 juin, dans la colonie morave de Bethlehem, on organise une love-feast en leur honneur ; vêtus de peaux de phoque, ils sont assis au centre de la chapelle, à côté de deux indiens Arawaks également convertis, et d'une trentaine d'autres convertis venant de cinq ou six tribus indiennes ; on chante des hymnes dans toutes les langues représentées ; le lendemain, on se rend à Philadelphie pour les présenter au gouverneur, puis à New York ; on les ramène chez eux avec aussi du matériel pour les missionnaires ;

- quatrième voyage (1750) : l’Irène essuie une sévère tempête, perd ses deux mâts et échappe de peu au naufrage ;

- septième voyage (1753) : au retour d'Europe, l’Irène transporte la première machine à vapeur utilisée en Amérique ; l'acquéreur est une mine de cuivre près de la ville actuelle de Belleville, dans le New Jersey ;

- huitième voyage (1753-1754) : les marins du bord échappent de peu à la « presse des matelots » (recrutement forcé pour la marine de guerre anglaise).

## La capture et la fin

### La poursuite
Le 20 novembre 1757, l’Irène quitte New York pour son dernier voyage. Exceptionnellement, le capitaine n'est pas Nicolas Garrison, mais Jacobsen. Un de ses matelots, Andrew Shoute, a laissé un récit des événements.
Après dix jours de mer, l’Irène aperçoit un navire inconnu qui hisse le pavillon anglais. Méfiante, elle s'abstient de montrer ses couleurs et met toutes ses voiles. Ce que voyant, l'autre navire lève le pavillon français et se lance à sa poursuite. C'est maintenant une course de vitesse et l’Irène s'y montre excellente, mais deux voiles importantes se déchirent, si bien qu'elle est rattrapée. Le corsaire est la Margaret, de Louisbourg (aujourd'hui au Canada, en Nouvelle-Écosse), seize canons, dont huit swivel guns capables de pivoter, quinze hommes d'équipage. Il tire coup de canon sur coup de canon, Shoute en a compté trente sans compter les tirs d'armes légères. La nuit très claire ne permet pas la fuite dans le noir. À minuit, l’Irène abat ses voiles et se rend.
Le capitaine Jacobsen et deux hommes sont transférés sur le corsaire. En sens inverse, un équipage de prise de quinze hommes (dont un capitaine et un lieutenant) passe sur l’Irène, dont l'équipage est dépouillé. Le six décembre, le corsaire se rapproche à portée de voix et ordonne de conduire l’Irène à Louisbourg. À cette occasion, cinq marins de l’Irène sont transbordés sur la Margaret.
Commence alors une navigation de quatre semaines par gros temps, le danger étant aggravé par l'inexpérience maritime du corsaire. À l'occasion, l'aide des prisonniers est la bienvenue. Les provisions s'épuisent, les rations tombent à un quart d'eau et trois biscuits par jour. Pour autant, les Moraves n'oublient pas leur pratique religieuse ; chants tous les soirs, prière spéciale le samedi. Quelques-uns parlent de tenter de  reprendre le navire, mais sans convaincre leurs compagnons.

### Le naufrage
Le 12 janvier 1758, une île apparaît tout près du bateau. À midi, les Français se réunissent dans la cabine pour entendre la messe, puis ils veulent débarquer. Le temps est mauvais et le brouillard épais. Shoute tente en vain de dissuader le capitaine et le pilote d'entreprendre cet accostage sans visibilité. Il se prépare au pire. À deux heures, le navire heurte un rocher, plusieurs pièces se brisent, la coque prend trois pieds d'eau. Les Français sont démoralisés, ils laissent Shoute ordonner qu'on mette le canot de sauvetage à la mer ; tous (22 personnes) s'y entassent et atteignent la terre trempés mais vivants. Le capitaine français saute au cou de Shoute, l'embrasse, le remercie pour avoir sauvé la vie de tous. On s'enfonce dans les bois, on fait un feu, on veut retourner chercher les provisions au canot, mais il a dérivé. Le lendemain matin, on ne voit plus que les mâts de l’Irène qui dépassent de l'eau.
Les naufragés marchent le long de la côte jusqu'à quelques huttes de pêcheurs où ils peuvent manger et passer la nuit. Le 14, ils atteignent Saint Pierre, un fort de commerce avec une garnison de 60 soldats, où ils sont bien traités. La plupart sont conduits à Louisbourg sous escorte, mais Shoute est autorisé à rester en raison de sa faiblesse. L'escorte revient le 28, et Shoute apprend à cette occasion que ses compagnons ont été mis dans une frégate en direction de Brest. 

### La captivité
Le premier février, après manger, un groupe est envoyé sous escorte à Louisbourg, 25 lieues de distance, avec huit jours de provisions ; outre Shoute, il y a là un certain capitaine Gray, et des marins de Boston. La contrée est une solitude désolée, on a parfois de l'eau et de la neige jusqu'au genou. Le 5, ils atteignent leur destination et sont présentés au gouverneur, qui les place en prison. Chaque jour, ils reçoivent une livre de pain, un quart de livre de porc, et parfois de la mauvaise bière.
Toujours malade, Shoute fait des allers et retours entre hôpital et prison, jusqu'à ce qu'un certain Monsieur Castyn (Castine), interprète pour les prisonniers anglais, l'emploie comme jardinier. Dans le port, se rassemblent huit men'o'war, quatre frégates et de plus petits navires, témoignant de l'imminence d'une attaque anglaise.
Le 1er juin, l'expédition du général Jeffery Amherst (20 bateaux de ligne, 8 frégates, 14 000 hommes) arrive en vue d'Halifax (Nouvelle-Écosse).

### Délivrance
Tous les prisonniers anglais de la ville sont placés sous le pont d'un man'o'war, lequel participe à la bataille et reçoit 300 coups. Une nuit, Shoute, qui dort près d'un baril de farine, échappe de peu à une balle qui va se perdre dans la farine. Le 16, canonnade anglaise générale sur la ville. Le navire de Shoute prend feu, on se sauve sur les canots. Arrivés à la côte, les prisonniers sont remis en prison, jusqu'à ce que la victoire anglaise leur rende la liberté. Le 2 septembre, Shoute obtient un passage pour New York, et il arrive 10 jours plus tard dans la colonie morave de Bethlehem.
Pendant ce temps, le capitaine Jacobsen et ses marins sont arrivés à Brest, où ils sont mis en prison à l'exception de Henry Ollringshaw, trop malade, qui est placé à l'hôpital où il meurt. Cinq jours après, les prisonniers sont libérés sur parole, et ils se rendent à Dinan avec cinq capitaines anglais. Ils s'y logent grâce à l'allocation de 18 sous par jour qui leur a été accordée. 
Neuf mois plus tard, un échange leur rend la liberté.

## Sources
- Transactions of The Moravian Historical Society, in Moravian Immigration to Pennsylvania 1734-1767 Vol 5 part 2 printed 1896 compiled by John N.Jordan ;

Lecture en ligne possible dans l'article The Moravian ship Irene, par Betty Green.
- Autobiographie du Capitaine Nicolas Garrison pour l'Église Morave  lecture en ligne